# Sam w domu (seria filmów)
Sam w domu (ang. Home Alone) – seria sześciu amerykańskich filmów familijnych zapoczątkowanych przez Chrisa Columbusa. Filmy stworzono w wytwórni 20th Century Studios (1–5) i Disney+ (6) i wydano w latach 1990–2021. Pierwsze dwie części reżyserował Chris Columbus, trzecią Raja Gosnell, czwartą Rod Daniel, piątą Peter Hewitt, a szóstą Dan Mazer.
Fabuła serii opiera się na historii dzieci, które w okresie Świąt Bożego Narodzenia zostają same i muszą zmierzyć się z obroną siebie i swojego domu przed przestępcami.

## Lista filmów
| Nr | Tytuł polski                     | Tytuł oryginalny               | Data premiery          | Data premiery w Polsce |
| -- | -------------------------------- | ------------------------------ | ---------------------- | ---------------------- |
| 1  | Kevin sam w domu                 | Home Alone                     | 10 listopada 1990(dts) | 25 maja 1992(dts)      |
| 2  | Kevin sam w Nowym Jorku          | Home Alone 2: Lost in New York | 15 listopada 1992(dts) | 26 grudnia 1992(dts)   |
| 3  | Alex – sam w domu                | Home Alone 3                   | 12 grudnia 1997(dts)   | 19 grudnia 1997(dts)   |
| 4  | Kevin sam w domu 4               | Home Alone 4                   | 3 listopada 2002(dts)  | 26 maja 2004(dts)      |
| 5  | Finn sam w domu: Świąteczny skok | Home Alone: The Holiday Heist  | 25 listopada 2012(dts) | 23 grudnia 2013(dts)   |
| 6  | Nareszcie sam w domu             | Home Sweet Home Alone          | 12 listopada 2021(dts) | 2 grudnia 2022(dts)    |

### Krótki film
| Tytuł polski                         | Tytuł oryginalny                           | Data premiery        |
| ------------------------------------ | ------------------------------------------ | -------------------- |
| Znowu sam w domu z Asystentem Google | Home Alone again with the Google Assistant | 19 grudnia 2018(dts) |

19 grudnia 2018 roku firma Google wydała reklamę Home Alone again with the Google Assistant promującą Asystenta Google. Macaulay Culkin po 28 latach od pierwszej części z serii, odtwarza sceny z filmu Kevin sam w domu. Ralph Foody, Joe Pesci i Daniel Stern również pojawiają się w swoich rolach poprzez nagrania archiwalne.

## Produkcja i odbiór

### Kevin sam w domu

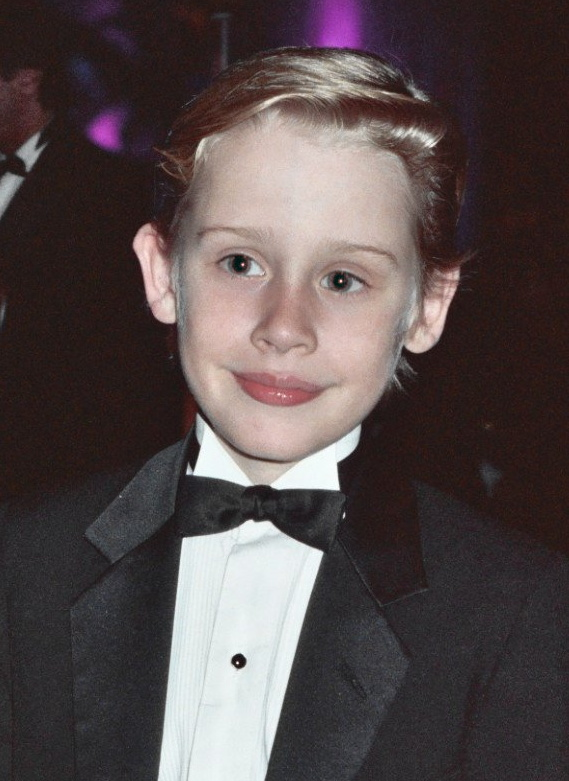
Macaulay Culkin w 1991, odtwórca roli Kevina

Pomysł na film pochodzi od Chrisa Columbusa, który jest reżyserem pierwszych dwóch części. Pierwszy film z serii miał powstać w wytwórni Warner Bros., a jego budżet ustalono na 14 000 000 $. Jednak projekt przejęła 20th Century Fox i zwiększyła go do 17 000 000 $. Okres zdjęciowy trwał od lutego do maja 1990 roku, zdjęcia do filmu zrealizowano w Chicago, Evanston, Winnetce, Wilmette, Oak Park i Highland Park oraz w Paryżu. Premiera kinowa odbyła się 10 listopada 1990 roku. W pierwszy weekend film zarobił 17 000 000 $ i stał się na tyle popularny, że wyświetlano go w kinach jeszcze długo po okresie świątecznym. Przez dwanaście tygodni utrzymywał się na pierwszym miejscu amerykańskiego box office’u, a przez kolejnych dziesięć plasował się w pierwszej dziesiątce. Ostatecznie film na całym świecie zarobił ponad 477 000 000 $, a w samych tylko Stanach przyniósł 285 000 000 $ zysku i stał najbardziej dochodowym filmem roku w Ameryce Północnej.
Mimo dużej popularności wśród widzów, film został przyjęty z mieszanymi ocenami przez krytyków. Internetowy serwis Rotten Tomatoes, opierając się na 41 recenzjach ze średnią ocen 5.2/10, przyznał mu 54%, czyli „zgniły”. Z kolei Metacritic, który stosuje standardową skalę ocen, po przejrzeniu stu recenzji oszacował jego wynik na 63, ze wskazaniem na „ogólnie sprzyjające”.

### Kevin sam w Nowym Jorku
Po sukcesie filmu producenci postanowili stworzyć kontynuację przygód Kevina. Budżet produkcji wyniósł 28 000 000 $, zaangażowano tych samych twórców i tę samą obsadę co w pierwszej części. Okres zdjęciowy trwał od 9 grudnia 1991 roku do 1 maja 1992 roku. Zdjęcia zrealizowano w Nowym Jorku, Chicago, Winnetce, Los Angeles, Universal City, Long Beach i Malibu. Kinowa premiera filmu odbyła się 20 listopada 1992 roku. Film łącznie zarobił 173 000 000 $ w Stanach Zjednoczonych i 359 000 000 $ na całym świecie.
Mimo uzyskania dużej popularności film został negatywnie odebrany przez krytyków. Serwis Rotten Tomatoes, opierając się na opiniach z 25 recenzji, przyznał mu wynik 24%, czyli „zgniły”.

### Alex sam w domu
Plany powstania trzeciej części pojawiły się już na etapie produkcji drugiej. Chciano wykorzystać znaną obsadę jak również głównego bohatera. Jednak Macaulay Culkin i kilku aktorów zrezygnowało z kontynuowania projektu. Do pomysłu wrócono w połowie lat 90, nie udało się jednak skompletować pierwotnej obsady, dlatego zaczęto tworzyć nową historię. Chris Columbus odłączył się od produkcji nowej części, a jego miejsce zajął Raja Gosnell, za scenariusz dalej odpowiadał John Hughes. Do kontynuacji zebrano nową obsadę aktorów nie związaną z poprzednimi częściami. Budżet produkcji ustalono na 32 000 000 $. Zdjęcia do filmu trwały od 2 grudnia 1996 roku do 22 marca 1997 roku, a sceny kręcono w Chicago, Evanston, San Francisco, Skokie i Hongkongu. Kinowa premiera filmu odbyła się 12 grudnia 1997 roku. Podczas otwarcia film zarobił 5 085 482 $, łącznie 79 082 515 $, w Stanach Zjednoczonych 30 882 515 $..
Film został negatywnie odebrany przez krytyków. Serwis Rotten Tomatoes przyznał mu wynik 27%, czyli „zgniły”.

### Kevin sam w domu 4
Czwarta część została wyreżyserowana przez Roda Daniela i miała swoją premierę jako film telewizyjny na antenie ABC Network 3 listopada 2002 roku. Produkcja nigdy nie trafiła do kin. Fabuła opiera się na kontynuacji życia rodziny McCallisterów jednak ze zmienioną obsadą aktorów. Zdjęcia kręcone były w Kapsztadzie.
Film został bardzo krytycznie oceniony. Clint Morris z Moviehole przyznał mu ocenę 1/5. Joly Herman z Common Sense Media przyznał mu 1/5. Jerry Roberts z Armchair Media przyznał 1/4. Sue Robinson z brytyjskiego tygodnika Radio Times ocenił film 1/5.

### Finn sam w domu
Prace nad piątym filmem z serii rozpoczęły się pod koniec 2011 roku jako koprodukcja pomiędzy ABC Family i Fox TV Studios. Reżyserem został Peter Hewitt, a za scenariusz odpowiadali Aaron Ginsburg i Wade McIntyre. Stworzono nową historię która opiera się na przygodach rodziny Baxterów. Jako głównego bohatera wybrano Christiana Martyna. Zdjęcia kręcone były od stycznia do marca 2012 roku w Kanadzie w mieście Winnipeg. Telewizyjna premiera filmu odbyła się 25 listopada 2012 roku na kanale ABC Family. Produkcja nigdy nie trafiła do kin. Krajowa sprzedaż zapisu filmu DVD wyniosła 895 381$.
Film dostał mieszane recenzje, IMDb ocenił go 3,5/10, Emily Ashby z Common Sense Media ocenia go 2/5.

### Nareszcie sam w domu
W sierpniu 2019 roku wytwórnia 20th Century Studios została przejęta przez Walta Disneya. Dyrektor generalny Robert Iger ogłosił, że powstaje nowy film z serii Sam w domu. Będzie on opublikowany w serwisie strumieniowym Disney+. Scenariusz napisali Mikey Day i Streeter Seidell, producentami filmu zostali Hutch Parker i Dan Wilson. Zdjęcia rozpoczęły się w marcu 2020 roku w Montrealu jednak z powodu pandemii COVID-19 zostały przełożone. W listopadzie 2020 roku Disney ogłosił, że produkcje wszystkich jego filmów, które zostały przełożone z powodu pandemii, zostały wznowione.
12 sierpnia 2021 roku na Disney+ poinformował, że premiera filmu odbędzie się 12 listopada 2021. 12 października 2021 roku na oficjalnym kanale 20th Century Studios na YouTube został zaprezentowany zwiastun filmu.

## Obsada i twórcy

### Obsada
| Postać             | Aktor              | Film               |
| Główni bohaterowie | Główni bohaterowie | Główni bohaterowie |
| ------------------ | ------------------ | ------------------ |
| Kevin McCallister  | Macaulay Culkin    | 1, 2               |
| Kevin McCallister  | Mike Weinberg      | 4                  |
| Alex Pruitt        | Alex D. Linz       | 3                  |
| Finn Baxter        | Christian Martyn   | 5                  |
| Max Mercer         | Archie Yates       | 6                  |

### Twórcy
| Profesja    | Kevin sam w domu | Kevin sam w Nowym Jorku | Alex – sam w domu  | Kevin sam w domu 4 | Finn sam w domu                | Nareszcie sam w domu         |
| ----------- | ---------------- | ----------------------- | ------------------ | ------------------ | ------------------------------ | ---------------------------- |
| Reżyseria   | Chris Columbus   | Chris Columbus          | Raja Gosnell       | Rod Daniel         | Peter Hewitt                   | Dan Mazer                    |
| Scenariusz  | John Hughes      | John Hughes             | John Hughes        | John Hughes        | Aaron Ginsburg i Wade McIntyre | Mikey Day i Streeter Seidell |
| Produkcja   | John Hughes      | John Hughes             | John Hughes        | Lisa Demberg       | Lisa Demberg                   | Hutch Parker i Dan Wilson    |
| Muzyka      | John Williams    | John Williams           | Nick Glennie-Smith | Teddy Castellucci  | David Kitay                    | John Debney                  |
| Zdjęcia     | Julio Macat      | Julio Macat             | Julio Macat        | Peter Benison      | Peter Benison                  | Mitchell Amundsen            |
| Montaż      | Raja Gosnell     | Raja Gosnell            | Malcolm Campbell   | John Coniglio      | John Coniglio                  | David Rennie                 |
| Scenografia | John Muto        | Sandy Veneziano         | Henry Bumstead     | Leslie Binns       | Craig Sandells                 | TBA                          |
| Kostiumy    | Jay Hurley       | Jay Hurley              | Jodie Lynn Tillen  | Leigh Bishop       | Patricia J. Henderson          | TBA                          |

## Zysk finansowy
Kevin sam w domu na całym świecie zarobił ponad 477 000 000 dolarów, a w samych tylko Stanach przyniósł 285 000 000 dolarów zysku i stał się najbardziej dochodowym filmem roku w Ameryce Północnej. Znalazł się także w Księdze rekordów Guinnessa jako najbardziej dochodowa komedia wszech czasów. Kevin sam w Nowym Jorku również przyniósł ogromny sukces finansowy, biorąc pod uwagę średni budżet przeznaczony na produkcję. Trzecia część w porównaniu do poprzednich zarobiła zdecydowanie mniej biorąc pod uwagę dużą rozpiętość czasową między częściami oraz zmianę aktorów.
Kevin sam w domu 4, Finn sam w domu i Nareszcie sam w domu nie znalazły się w zestawieniu, gdyż nie były emitowane w kinach i ich produkcja określona jest mianem niskobudżetowych.
 – świat
 – Stany Zjednoczone

| Film                       | Rok     | Dochód (USD) | Dochód (USD) | Budżet (USD) (szacunkowo) | Dochód jako procent budżetu | Źródła |
| -------------------------- | ------- | ------------ | ------------ | ------------------------- | --------------------------- | ------ |
| 1. Kevin sam w domu        | 1990    | 477 063 114  | 285 761 243  | 18 000 000                | 2650%                       | [ 28 ] |
| 2. Kevin sam w Nowym Jorku | 1992    | 365 154 932  | 173 585 516  | 28 000 000                | 1304%                       | [ 29 ] |
| 3. Alex – sam w domu       | 1997    | 79 082 515   | 30 882 515   | 32 000 000                | 247%                        | [ 30 ] |
| W sumie                    | W sumie | 921 300 561  | 490 229 274  | 78 000 000                | 1181%                       |        |